# Натурфилософия

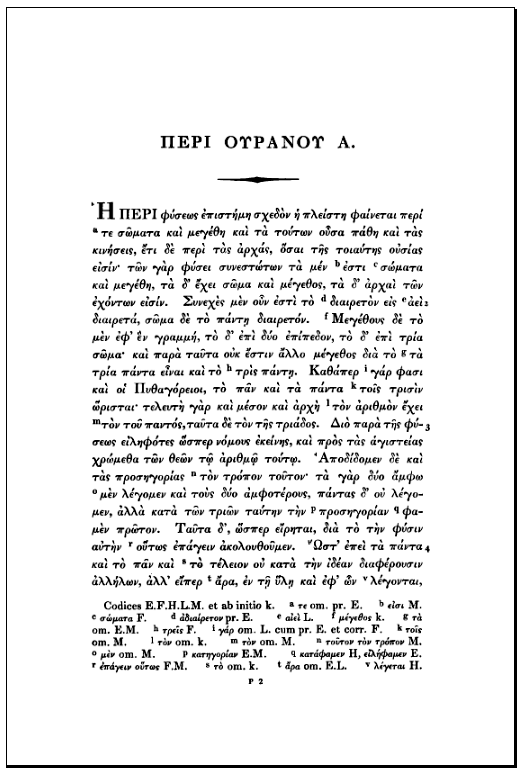
Первая страница трактата Аристотеля «О Небе» — одного из влиятельнейших сочинений по натуральной философии в истории

Натурфилосо́фия, натуральная философия (от лат. natura — «природа» и др.-греч. φιλοσοφία, дословно — «любомудрие; любовь к мудрости») — исторический термин, приблизительно до XVIII века обозначавший естественную историю, то есть философию природы, понимаемую как целостную систему самых общих законов естествознания.
Впервые термин «philosophia naturalis» встречается в трудах Сенеки. Натурфилософия возникла в античную эпоху как попытка найти «конечные причины» и фундаментальные закономерности природных явлений. Яркими представителями натурфилософии в средние века являлись схоласты. Большинство натурфилософских систем до XVIII века были чисто умозрительными; с появлением классической физики натурфилософия быстро вытесняется философией науки, отсекающей всякую гипотезу, которая не представляется необходимой для доказательства. Тем не менее, различные натурфилософские системы появлялись в XIX и XX веках.

## Предмет натурфилософии
Под натурфилософией обычно понимается философская и естественно-научная дисциплина, в рамках которой делается попытка свести все доступные на данный момент знания о природе в единую систему, основанную на некоторых исходных принципах. Неизбежные пробелы в естественно-научных знаниях заполнялись при этом экстраполяцией уже известных фактов, основанной на принятой в данную эпоху научной картине мира. В круг интересов натурфилософов попадали вопросы космологии, космогонии, строения вещества, сущности движения. Различные натурфилософские системы включали такие важнейшие естественнонаучные понятия, как субстанция, материя, пространство, время, движение, закон природы и др.

## История натурфилософии

### Древняя Греция
Как отмечает проф. Мартин Минин, в российской литературе термин «натурфилософия» применительно к древнегреческой философии ориентирует на трактовку охватываемых им учений о природе в их противопоставлении учению о человеке, начинаемому обычно с софистов и Сократа.

### Средневековье: страны ислама
Наиболее важные школы философии в странах ислама называются калам и фальсафа.
Калам — это ортодоксальное мусульманское богословие. Основой калама является идея бесконечного всемогущества Бога. Мутакаллимы (сторонники калама) отвергали причинность в материальном мире, полагая, что единственной причиной всего, что происходит во Вселенной, является Аллах; Аллах не просто сотворил мир в какой-то момент в прошлом, но творит мир в каждый момент. В области натурфилософии эта идея сочетается с концепцией атомизма, заимствованной у греков. По мнению сторонников калама, атомы, из которых состоят все физические тела, сцеплены друг с другом не посредством каких-либо физических связей, но исключительно благодаря тому, что их удерживает Аллах. Крупнейшими представителями калама были Абуль-Хасан аль-Ашари (873 или 874—935) и Абу Хамид аль-Газали (1058—1111).

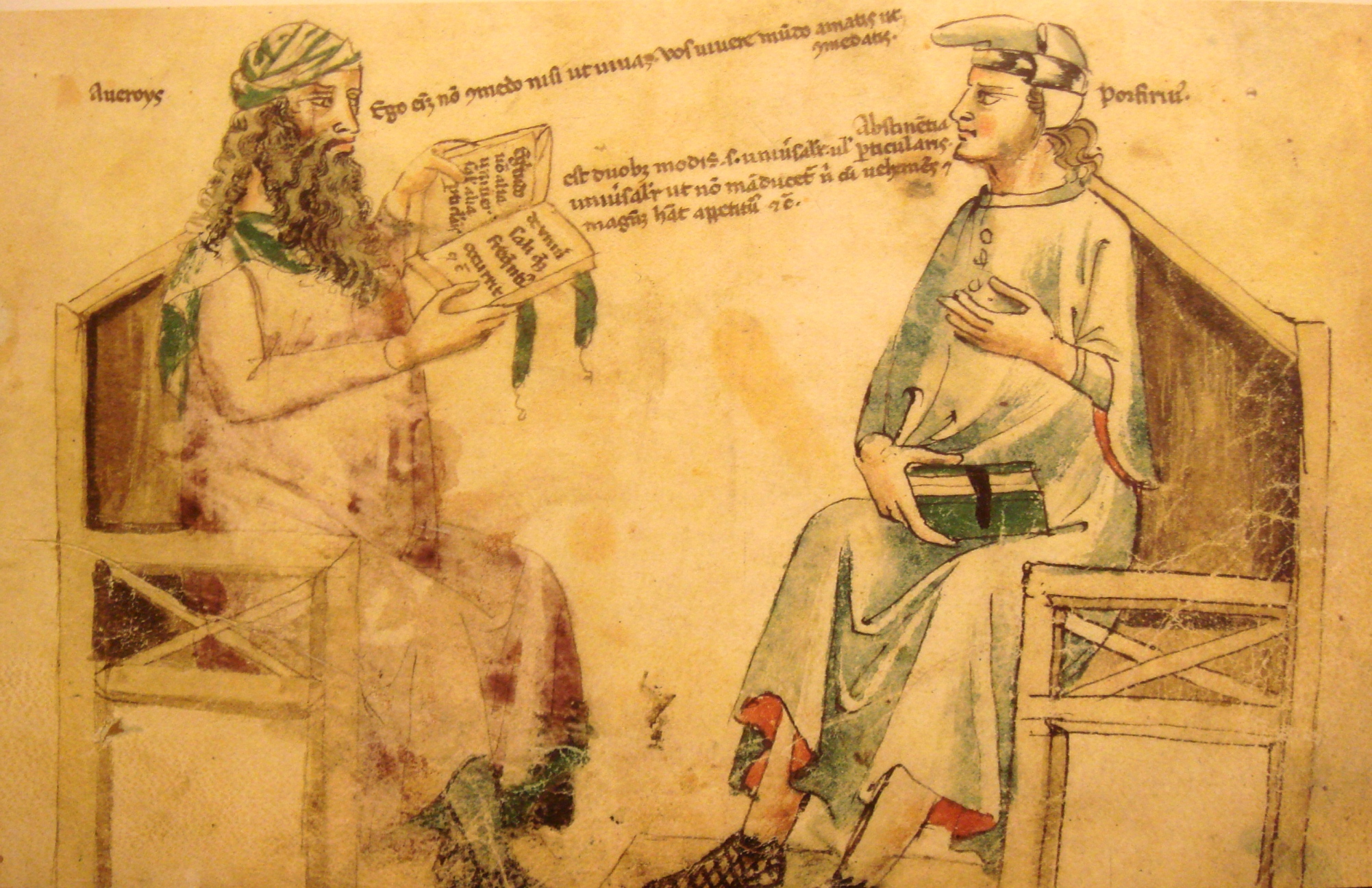
Воображаемые дебаты между Аверроэсом (слева) и греческим философом-неоплатоником Порфирием

Фальсафа в переводе с арабского означает просто «философия». Большинство сторонников фальсафы поддерживали учение Аристотеля. Его первым пропагандистом в арабском мире был Абу Йусуф Йакуб ал-Кинди (ок. 800—873), работавший в багдадском «Доме мудрости» под покровительством халифа ал-Мамуна. В Багдаде работал и философ Абу Наср Мухаммад ал-Фараби (ок. 870—950), которого называли «Вторым учителем» («Первым» считался сам Аристотель). Следующим выдающимся натурфилософом был уроженец Бухары Абу Али ибн Сина, или Авиценна (980—1037), известный также как выдающийся медик и астроном. Однако интерпретация учения Аристотеля этих трёх философов несла на себе существенный отпечаток неоплатонизма. Наиболее чистой считается трактовка аристотелизма, которую излагал Мухаммад Ибн Рушд (1126—1198), известный также как Аверроэс; именно по его комментариям изучали Аристотеля в средневековых европейских университетах.
Особое место в арабской натурфилософии занимает персидский учёный-энциклопедист Абу Бакр ар-Рази, известный на Западе как Разес (ок. 865 — ок. 925). По своим взглядам он был ближе к Демокриту, чем Аристотелю. Интересные натурфилософские идеи были у Абу-р-Райхана ал-Бируни (973—1048), Мухаммада ибн Баджжа (ок. 1070—1138 гг), известного также как Авемпас, Абу-л-Бараката ал-Багдади (ок. 1080—1165), Мухаммада ибн Туфайла (ок. 1110—1185).
Сторонники фальсафа отнюдь не всегда безоговорочно следовали Аристотелю. Например, Разес и ал-Бируни отвергали аристотелеву теорию естественных мест, полагая, что все частицы материи обладают тяжестью, хотя и в разной степени; в своём стремлении к центру мира более тяжёлые частицы вытесняют более лёгкие). Авиценна, Абу-л-Баракат ал-Багдади считали неверными взгляды Аристотеля о причинах движения брошенных тел, развивая теорию, впоследствии получившую название теории импетуса. Неаристотелевы взгляды на движение развивал и Авемпас. Некоторые мыслители стран ислама (в частности, Разес, ал-Бируни, Авемпас, Абу-л-Баракат) считали возможным существование пустоты.

### Средневековье: латинский Запад

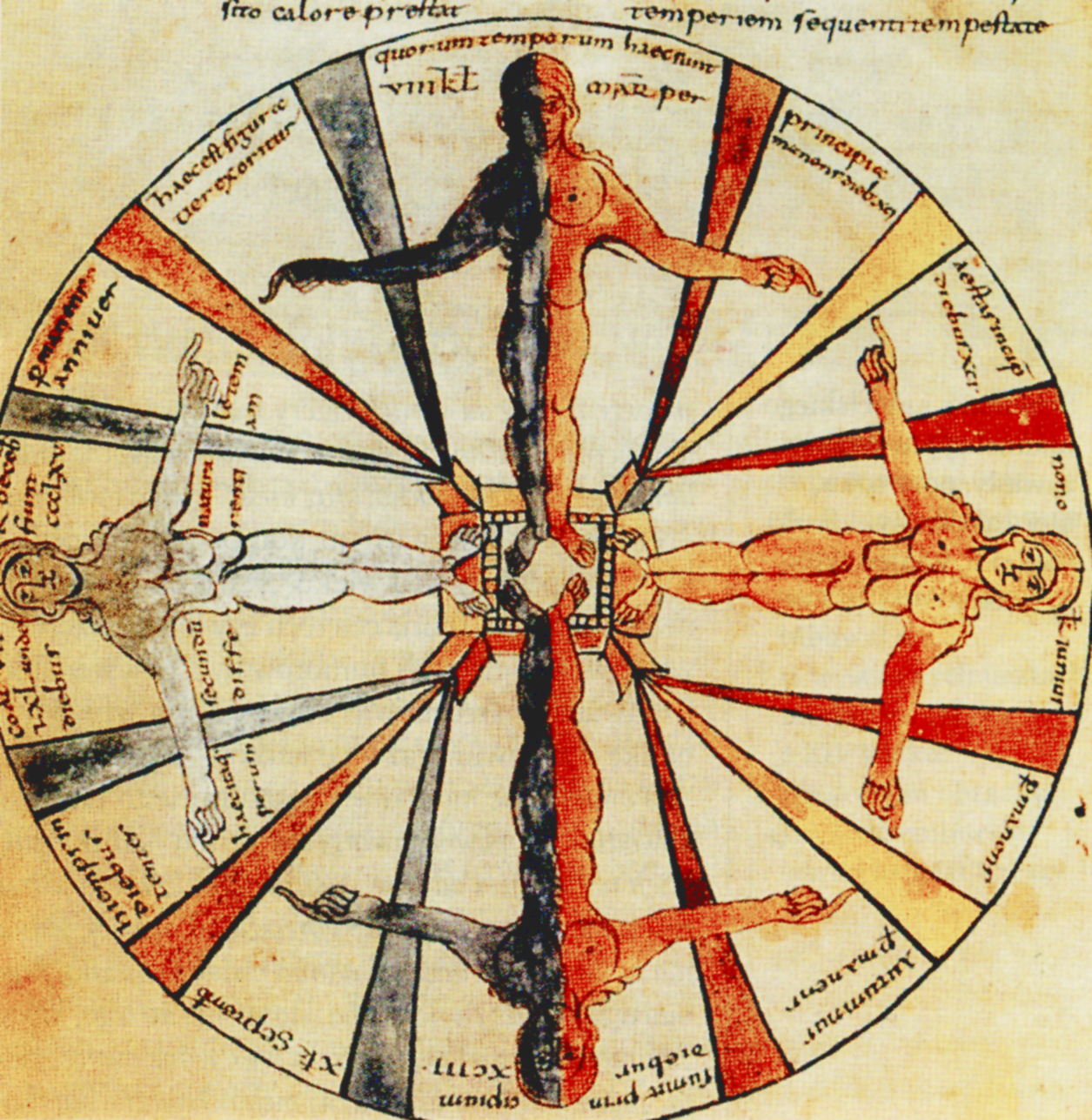
Аллегорическое изображение четырёх элементов античной натурфилософии (из манускрипта Исидора Севильского О природе вещей)

#### Ранний период (V—XI века)
Главным источником знаний по натурфилософии и светским наукам в Европе V—XI веков были сочинения древнеримских популяризаторов — Плиния, Марциана Капеллы, Макробия, Халкидия. Некоторые европейские авторы (преимущественно представители католической Церкви) создают и свои собственные сочинения энциклопедического характера, затрагивающие вопросы натурфилософии: Этимологии и О природе вещей Исидора Севильского (ок. 560—636), О природе вещей Беды Достопочтенного (ок. 672—735), О природе вещей Рабана Мавра (822—842). Эти сочинения не содержали каких-либо новых идей, но сыграли большую роль в знакомстве европейцев с основами естественнонаучных знаний Древней Греции.
В этот период возникла схоластика — своеобразная область мысли, пытавшаяся гармонически сочетать христианское богословие с античным наследием — логикой, метафизикой, натурфилософией. Ранними представителями этого направления были Иоанн Скот Эриугена (ок. 810—878), Ансельм Кентерберийский (1033—1109), Беренгар Турский (ок. 1000—1088), Иоанн Росцелин (ок. 1050—1122), Пьер Абеляр (1079—1142).

#### Ренессанс XII века
Перелом в европейской науке наступил в XII столетии. Этот период часто называется Ренессансом XII века. В этом столетии впервые возникла научная литература на латыни — языке образованных слоёв европейского населения. Первоначально это были труды древнегреческих и арабских авторов, переведённые на латинский язык с арабского. Так, итальянец Герардо Кремонский (ок. 1114—1187) перевёл с арабского на латынь более 70 книг по математике, астрономии, оптике, философии, медицине, в том числе натурфилософские труды Аристотеля — Физику и О Небе.

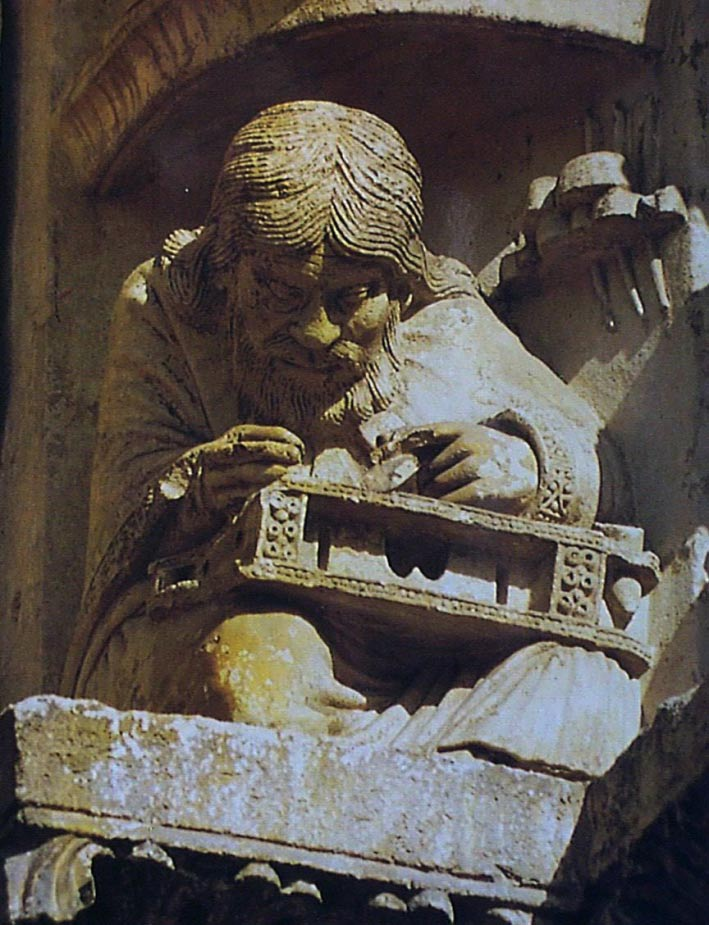
«Пифагор» (скульптура из Шартрского собора)

Вскоре появились и оригинальные труды европейских авторов. Английский философ Аделард из Бата в сочинении Естественные вопросы выражал точку зрения, что природа развивается по своим собственным законам и человек в состоянии познать эти законы с помощью своего разума. Эта точка зрения получила наглядное воплощение в трудах группы натурфилософов Шартрской школы — Гильома из Конша, Тьерри Шартрского и Бернара Сильвестра. Шартрские натурфилософы развивали натуралистические концепции, в которых развитие мира не предполагает прямого божественного вмешательства.
Так, по мнению Гильома из Конша, Бог создал четыре вида атомов, характеризовавшимися четырьмя качествами: влажностью, сухостью, холодностью и теплотой. Между атомами действуют некоторые физические силы, благодаря которым они могут комбинироваться между собой, образуя элементы земли, воды, воздуха и огня. Под воздействием звёздного тепла вещество Земли высыхает и при выделении из неё тех или иных элементов образуются различные живые существа, включая человека. Прямое вмешательство Творца при этом заключалось только в том, что он дал человеку душу: его тело возникло естественным образом. В космогонической схеме Тьерри из Шартра делом Бога также было только создание материи, состоящей из четырёх элементов: огня, воздуха, воды и земли. Чем тяжелее элемент, тем ближе к центру мира он оказался. Самый лёгкий из элементов, огонь, оказался при этом на периферии Космоса, ближе к центру мира воздух, далее вода и, наконец, земля. Жар, исходящий от огня, испарял воду, и часть поверхности земли обнажалась; так посреди мирового океана появлялись острова. Поднявшиеся вверх водяные пары застыли и образовали звёзды.

#### Средняя схоластика (XIII век)

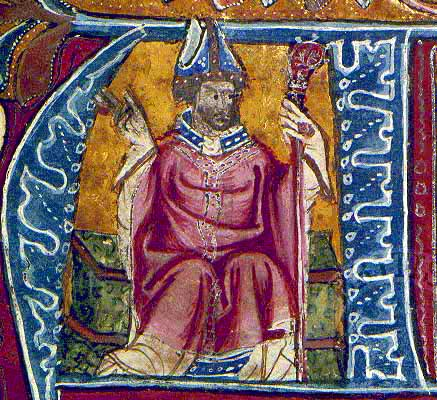
Роберт Гроссетест

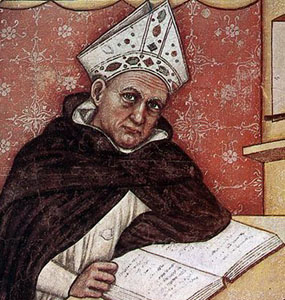
Альберт Великий (фреска работы Томмазо да Модены, 1352, Тревизо, Италия)

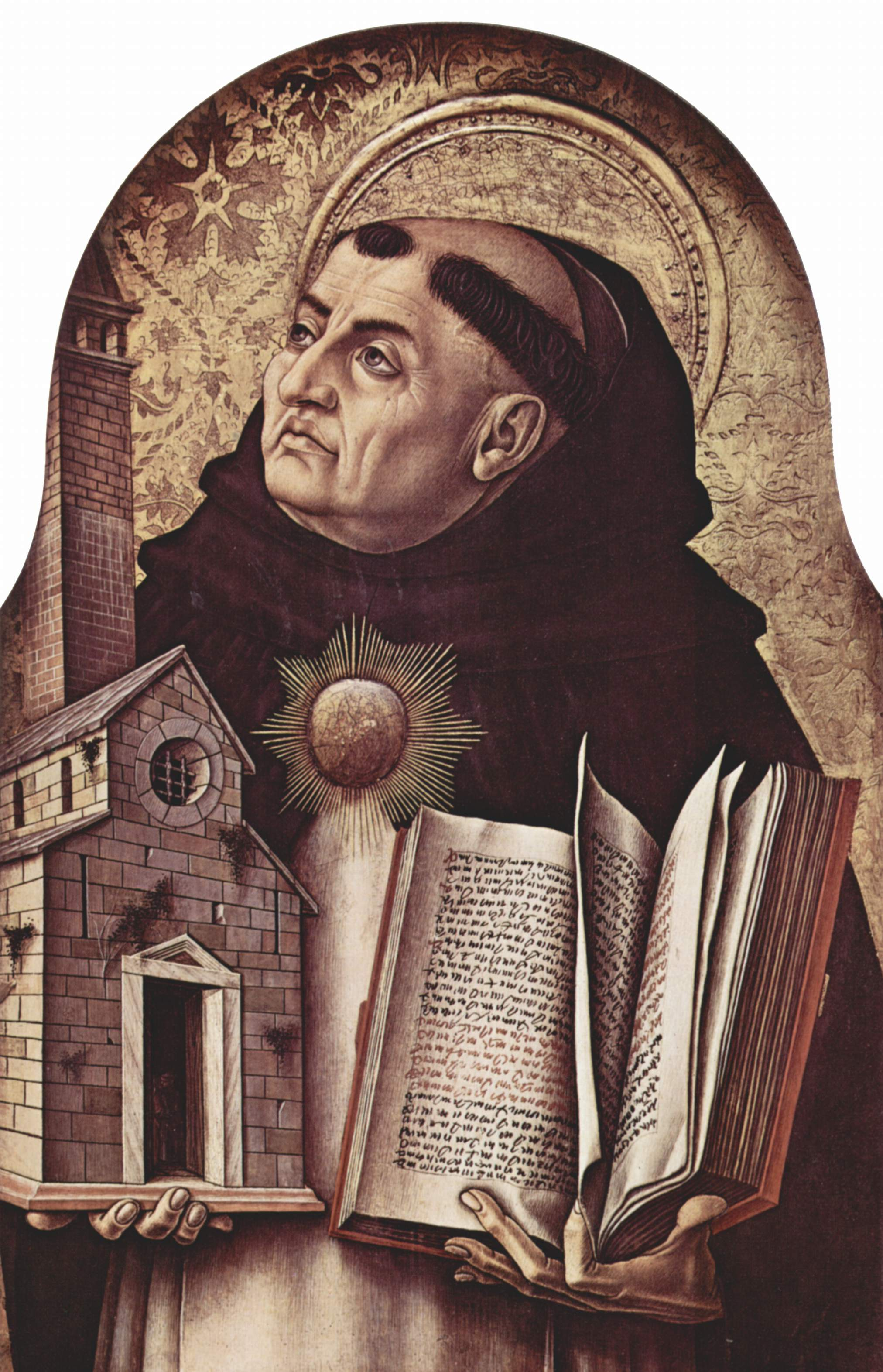
Портрет Фомы Аквинского работы Карло Кривелли, 1476 год

Начало XIII века характеризуется бурным распространением учения Аристотеля. Синтетическую концепцию, в которой делалась попытка согласовать натурфилософию Аристотеля с догматами христианства, разработали Альберт Великий и Фома Аквинский. Среди сторонников Аристотеля были также Роджер Бэкон и Роберт Гроссетест. Гроссетест разработал космогоническую теорию, согласовывающую аристотелизм, неоплатонизм и христианство. В этой теории предполагается, что мир возник при испускании света из одной точки, созданной Богом. Однако ряд виднейших богословов (в том числе Бонавентура и Генрих Гентский) считали попытки синтеза христианства с учением Аристотеля враждебными вере. Несмотря на это, вскоре учение Аристотеля стало практически непререкаемой догмой среди натурфилософов.
В начале XIII века преподаватель Парижского университета Давид Динанский представил пантеистическую интерпретацию аристотелизма: «мир есть сам Бог», «Бог есть разум всех душ и материя всех тел». Эти взгляды были осуждены как еретические в 1210 году.
В середине XIII века сложилась группа мыслителей, преподавателей факультета свободных искусств Парижского университета, полагавшего, что во всех случаях такого противоречия мнение философии нужно считать как минимум не менее истинным, чем мнение религии. В тех случаях, когда точки зрения религии и философии противоречили друг другу, эти мыслители призывали на помощь учение о двойственной истине. Этих философов часто называют «латинскими аверроистами», поскольку в основу своих взглядов они положили учение Аристотеля в том виде, как его выразил Аверроэс. Неформальными лидерами этого движения были Сигер Брабантский (ок. 1240—1282) и Боэций Дакийский (ок. 1240—1284).
Посредством различных логических аргументов аверроисты доказывали вечность и несотворённость мира. Неизбежно вставал вопрос, как вечность мира может соотноситься с христианским догматом о творении мира Богом. В ответ аверроисты обратились к учению о двойственной истине. Против этого взгляда (в защиту христианского догмата) выступил Фома Аквинский, однако опровергнуть логические доводы аверроистов он не смог.
По инициативе Генриха Гентского в 1270 г. архиепископ Парижа Этьен Темпье выпустил специальный эдикт из 13 положений, предающий анафеме взгляды аверроистов. В 1277 г. был обнародован эдикт уже из 219 положений. Вскоре Сигер Брабантский был отправлен под следствие инквизиции и погиб при неясных обстоятельствах; Боэций Дакийский бежал из Парижа. Почти все сочинения этих философов были сожжены. Некоторые пункты эдикта 1277 года были направлены, впрочем, против Фомы Аквинского.
Хотя эдикт был направлен прежде всего против претензий рационального познания на независимость от религии, отчасти он имел и положительные последствия, поскольку в конце XIII века учение Аристотеля начинало становиться тормозом научного прогресса. Впрочем, всерьёз поколебать доминирующее положение аристотелизма в натурфилософии ему не удалось.
XIII век отмечен также заметными успехами в конкретных науках: математике (Фибоначчи), статике (Иордан Неморарий), оптике (Роджер Бэкон, Вителло, Дитер Фрейбургский, Джон Пекхам), астрономии (Гильом де Сен-Клу). Важным событием в науке XIII века была разработка Альфонсовых таблиц движения планет, служивших основным астрономическим справочником вплоть до XVII века.

#### Поздняя схоластика (XIV век)

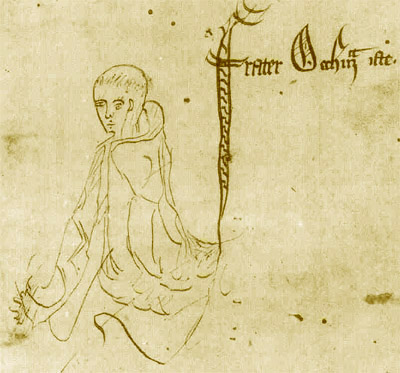
Уильям Оккам. Рисунок из рукописи Оккама Сумма Логики, 1341

Вершиной философско-богословских споров средневековья стало творчество Уильяма Оккама (ок. 1285—1349). Основой его учения была мысль о всемогуществе Господа, ограниченным только невозможностью сотворения логически противоречивых вещей. Таким образом, всё логически возможное может существовать в действительности. Отсюда следовало два важнейших следствия. Первое касалось взаимоотношения разума и веры. Раз порядок природы полностью зависит от божественного произвола, то его изучение ничего не может сказать о Боге, в том числе установить сам факт его существования. Это означало, в свою очередь, полное размежевание философии с богословием: как философия не могла дать ничего богословию, так и богословие ничего не могло дать философии. Хотя с богословской точки зрения мир полностью зависел от Бога, с философской точки зрения в учении Оккама мир от Бога полностью свободен.
Второй вывод касался натурфилософии как таковой. Особенностью философии предшествующего периода была вера в то, что весь порядок мироздания может быть логически выведен из небольшого числа постулатов; результатом такого исследования считалось учение Аристотеля. Оккам в значительной мере обесценил это представление: Бог, ввиду своего всемогущества, мог создавать Вселенную на основании каких угодно принципов. Отсюда следовало, что человеку, который действительно желает разобраться в устройстве мироздания, ничего не остаётся, кроме как наблюдать за природой и ставить опыты. По этой причине некоторые современные философы полагают, что учение Оккама положило начало экспериментальному методу в естественных науках. Ближайшие последователи Оккама (в их числе схоласты из Парижского университета Жан Буридан, Альберт Саксонский, Николай Орем, Николай из Отрекура), впрочем, экспериментированием как таковым не занимались, но зато уделяли большое внимание разработкой новых натурфилософских идей, выходящих за рамки учения Аристотеля — которое уже не могло считаться логически неизбежным фундаментом науки.

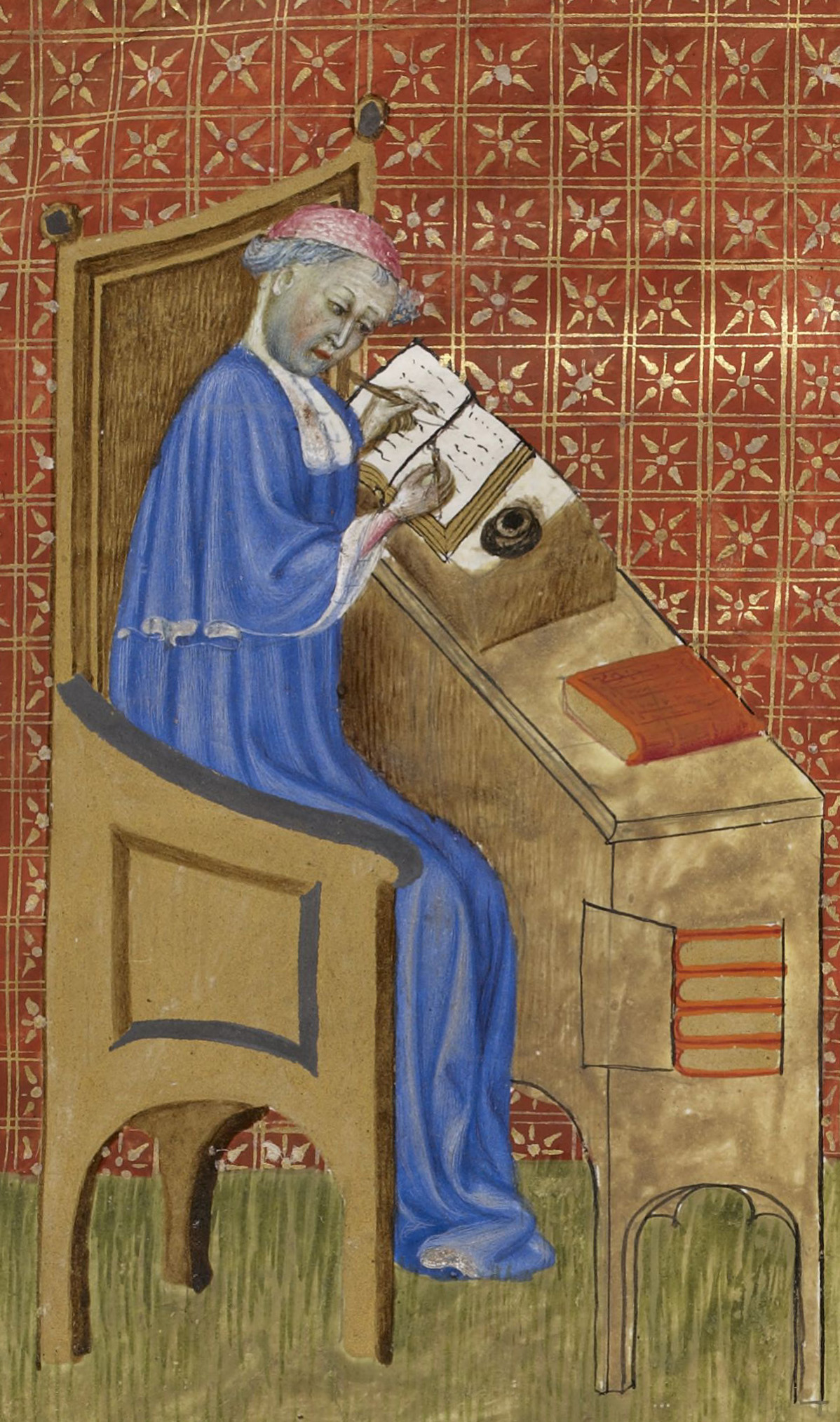
Николай Орем

Во многих случаях новые натурфилософские идеи схоластов XIV века были «хорошо забытым старым», поскольку они рассматривались ещё в античности:
- Представление о существовании множественных миров, аналогичных нашему (Буридан, Орем)[16];
- Гипотеза о вращении Земли вокруг оси (Буридан, Орем)[17];
- Представление о движении тел под действием вложенной силы — импетуса (Буридан, Орем, Альберт Саксонский)[18];
- Представление о существовании безграничного пустого пространства за пределами мира (Роберт Холкот, Жан де Рипа, Томас Брадвардин, Николай Орем)[19];
- Атомизм (Николай из Отрекура)[20].

Больше всего повезло наименее радикальной из этих идей — теории импетуса, как согласующейся по духу с аристотелевской динамикой. Co временем она получила довольно широкое распространение среди схоластов. Остальные же гипотезы так и остались мысленными экспериментами: каким мог бы быть мир, если бы он не был аристотелевским. Считалось, что Бог, если бы захотел, мог бы сотворить мир иначе, но в действительности Он сотворил его именно так, как описывается в учении Аристотеля.
Важнейшим достижением науки XIV века была попытка математизации натурфилософии, предпринятая Оксфордскими калькуляторами — группой английских философов, связанных с Оксфордским университетом (Томас Брадвардин, Уильям Хейтсбери, Ричард Суайнсхед, Джон Дамблтон). Фактически они положили начало кинематике. Они ввели понятия равномерного и равноускоренного движения, сформулировали теорему, согласно которой путь, проходимый телом за некоторое время при равнопеременном движении, равен пути, проходимому телом за то же время при равномерном движении со скоростью, равной среднему арифметическому максимального и минимального значений скорости в равнопеременном движении. Идеи Оксфордских калькуляторов получили своё развитие в работах Николая Орема и Джованни ди Казали, которые впервые представили графический анализ движения тел с переменной скоростью. Однако работы этих учёных не были применены к реальному движению земных тел и остались в области чистой абстракции.
Существенным шагом в сторону методологии, характерной для современной науки, явился отказ от аристотелевской теории причинности у Оккама и Буридана. Они отрицали существование аристотелевской конечной причины (энтелехии) и полагали, что для объяснения явлений природы достаточно поиска эффективных причин. Следствием отрицания конечной причинности был интерес, с которым Оккам отнёсся к взглядам Эмпедокла об эволюции органического мира. Для ряда натурфилософов этой эпохи (Буридана, Орема, Альберта Саксонского и других) характерен натуралистический подход: они полагали, что при объяснении какого-либо явления природы следует избегать предположения о непосредственном вмешательстве Бога. Примером использования такого подхода является объяснение Буриданом пепельного света Луны, попытки объяснения геологических процессов Буриданом и Альбертом Саксонским несовпадением центра тяжести твёрдой земли и воды.
Однако в целом натурфилософия XIV века оставалась в рамках аристотелевской парадигмы. Примером могут служить постоянные бесплодные споры о природе движения, которые вели схоласты (Оккам, Буридан, Альберт Саксонский): является ли движение «текущей формой» или «потоком формы». Другой пример — дискуссии о возможности одушевлённости небес и о природе интеллигенций, отвечавших за движение небесных сфер. Само существование небесных сфер даже не было поставлено под сомнение. B 1341 году преподаватели «свободных искусств» в Парижском университете были вынуждены давать клятву преподавать студентам учение Аристотеля и его комментатора Аверроэса, за исключением тех случаев, когда это противоречит Писанию.

### Эпоха Возрождения

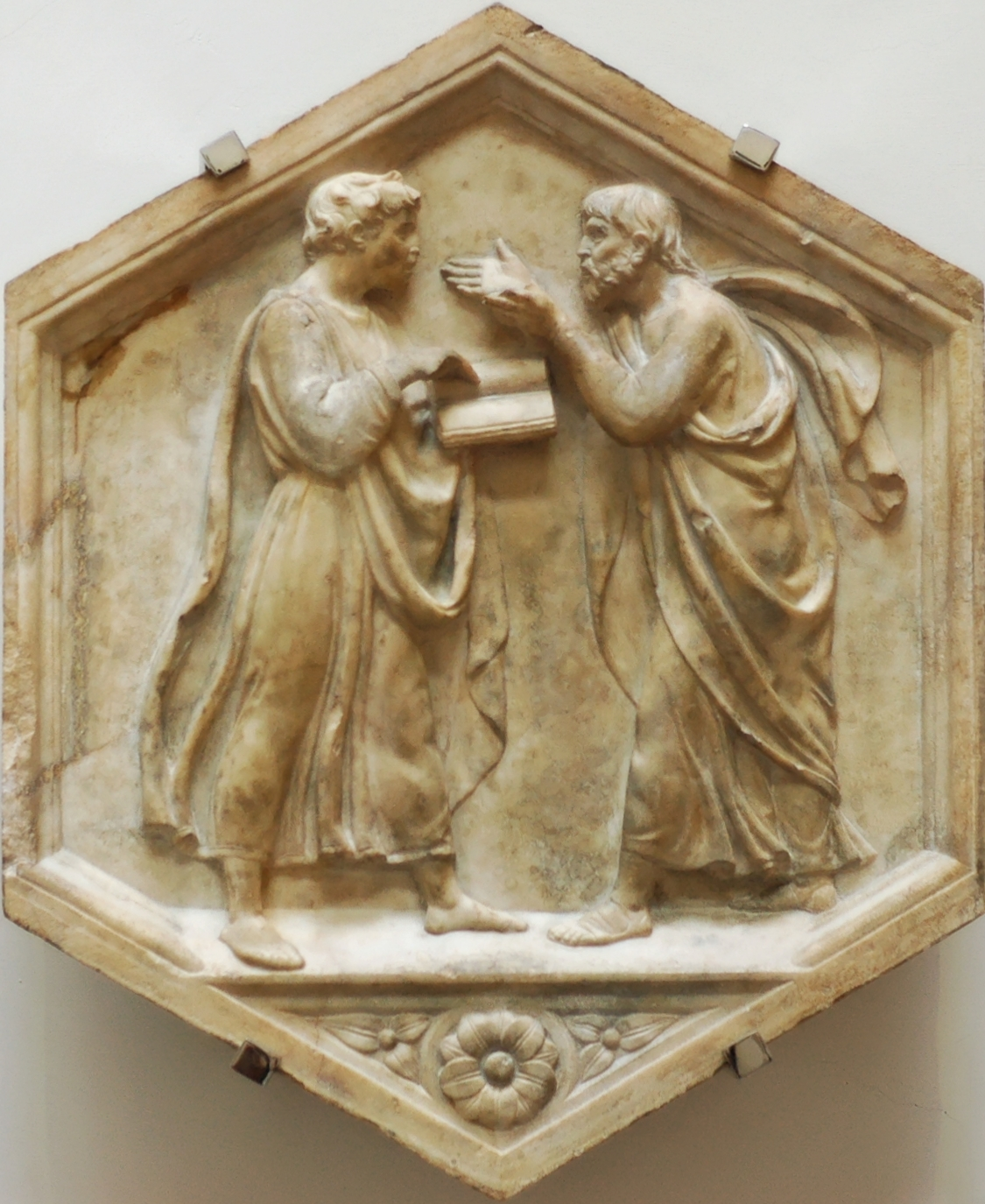
Платон и Аристотель (барельеф Луки делла Робиа)

#### Возрождение интереса к античной натурфилософии
Единственным философом античности, изучаемым в средние века, был Аристотель. Влияние Аристотеля по-прежнему было сильным на протяжении всей эпохи Возрождения. Видными их защитниками на рубеже XV/XVI веков были Пьетро Помпонацци и Алессандро Акиллини. Вместе с тем, во времена Возрождения европейцы открыли для себя и другие философские школы древности, что не могло не оказать влияния на развитие натурфилософии и науки.
Натурфилософские взгляды Платонa были известны по диалогу Тимей, частично переведённым на латынь ещё Халкидием в первой половине IV века н. э. Хотя В XII веке Платон оказал определённое влияние на философов Шартрской школы, во времена средней и высокой схоластики он был практически полностью вытеснен Аристотелем. В начале Ренессанса взгляды Платона снова оказались востребованными. Ведущую роль в возрождении интереса к Платону сыграл византийский мыслитель Георгий Гемист Плифон (ок. 1360—1452), а позднее Марсилио Фичино (1433—1499) во Флоренции. Фичино перевёл на латынь все сочинения Платона и написал трактат «Платоновское богословие о бессмертии души», значительная часть которого посвящена изложению натурфилософских взглядов Платона — правда, в сочетании с идеями неоплатоников и герметистов.
В 1417 году итальянский гуманист Поджо Браччолини случайно обнаружил рукопись поэмы Лукреция «О природе вещей», посвящённой изложению натурфилософских взглядов Эпикура. Различные издания этой поэмы появились в 1473, 1500, 1515 и 1563 годах. По этой поэме ренессансные философы изучали античный атомизм.
Этические взгляды стоиков, известные через Цицерона и Сенеку, получили некоторую известность ещё во время итальянского Проторенессанса, и в XVI веке получили широкое распространение среди гуманистов. Вместе с этикой стоиков возрождался интерес и к их натурфилософским взглядам. Отдельные натурфилософские и космологические идеи стоиков заимствовали такие мыслители позднего Ренессанса, как Яков Циглер и Кристоф Ротман в Германии, Жан Пена во Франции, Тихо Браге в Дании. Идея стоиков о материальном единстве Земли и неба сыграла большую роль в крушении влияния аристотелевской космологии в следующем, XVII столетии.
Широкое распространение в эпоху Возрождения получили и различные магические концепции вместе с содержавшимися в них натурфилософскими идеями, в частности, герметизм и каббала (Пико делла Мирандола, Парацельс, Агриппа Неттесгеймский).

#### Раннее Возрождение (XV век)

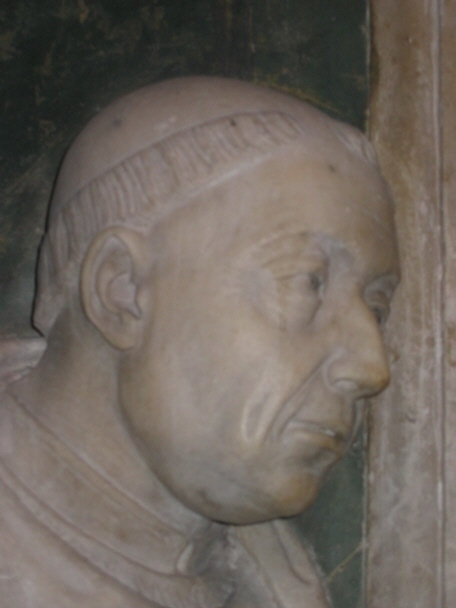
Николай Кузанский

Выдающимся натурфилософом раннего Возрождения был Николай Кузанский. Хотя у него сохраняются многие элементы средневековой космологии (в том числе вера в существование небесных сфер, включая внешнюю из них — сферу неподвижных звёзд), в целом его космология носит новаторский характер. Небесные «сферы» не являются абсолютно круглыми, их вращение не является равномерным, оси вращения не занимают фиксированного положения в пространстве. Вследствие этого у мира нет абсолютного центра и чёткой границы (вероятно, именно в этом смысле нужно понимать тезис Кузанца о безграничности Вселенной). Кузанец предполагал материальное единство Вселенной и считал Землю одной из планет, также совершающей движение; небесные тела населены, как и наша Земля, причём житель любого тела во Вселенной с равным основанием может считать себя неподвижным.
В предположении о тождественности материи неба и Земли ему следовал Леонардо да Винчи, который пытался подкрепить свои идеи наблюдениями над небесными телами. Леонардо правильно объяснил причину пепельного света Луны. Он заключил, что Земля — такое же тело, как и Луна. В области механики Леонардо был сторонником теории импетуса, о которой он узнал, скорее всего, из сочинений Альберта Саксонского. Землю он считал живым существом, у которого суша является плотью, водные потоки — кровью, приливы и отливы — биениями пульса.

#### Новые космологические теории XVI века

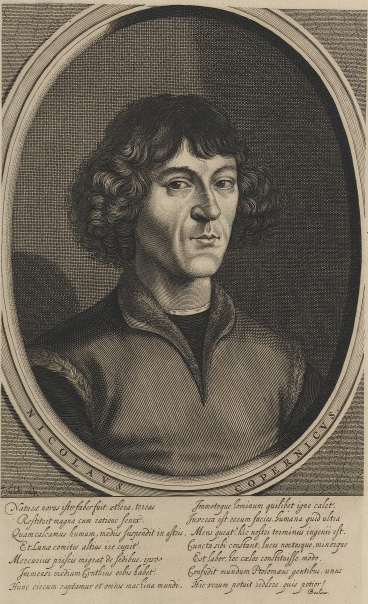
Николай Коперник

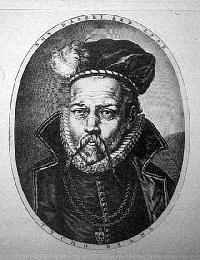
Тихо Браге

Первая половина XVI века отмечена появлением новой, гелиоцентрической системы мира Николая Коперника. В центр мира Коперник поместил Солнце, вокруг которого вращались планеты (в числе которых и Земля, совершавшая к тому же ещё и вращение вокруг оси). Коперник осознавал, что его теория противоречит основным положениям натурфилософии Аристотеля, но он надеялся, что для их согласования в последнюю достаточно будет внести только небольшие изменения. В частности, он предположил, что тяготением обладает не только Земля, а все небесные тела.
Развивая идеи Коперника, английский астроном Томас Диггес предположил, что звёзды располагаются во Вселенной не на одной сфере, а на различных расстояниях от Земли до бесконечности. По его мнению, «сфера» неподвижных звёзд есть «Дворец величайшего Бога, пристанище избранных, обиталище небесных ангелов». Следующий шаг сделал Джордано Бруно, выдвинувший концепцию бесконечной, качественно однородной Вселенной и звёзд как далёких солнц (см. ниже).
По-видимому, Коперник по-прежнему считал, что планеты переносятся в своём движении небесными сферами. Однако некоторые небесные явления, наблюдавшиеся во второй половине XVI века (Новая звезда 1572 года, комета 1577 года) заставили астрономов отказаться от этой догмы. Измеряя горизонтальный параллакс этих небесных тел, датский астроном Тихо Браге сделал вывод, что Новые звёзды и кометы располагаются не в непосредственной близости от Земли (как полагал Аристотель), но дальше Луны. Отсюда следовали революционные выводы для космологии и всей натуральной философии: твёрдые небесные сферы не существуют, материя небес так же подвержена изменениям, как и материя Земли.
Однако Тихо Браге не согласился с гелиоцентрической системой мира. В противовес Копернику он выдвинул свою собственную, геогелиоцентрическую систему мира, в которой Земля неподвижно находится в центре мира, вокруг неё обращаются звёзды, Луна и Солнце, но все планеты обращаются вокруг Солнца. Система мира Тихо Браге стала главным конкурентом системы Коперника в следующем, XVII столетии.

Системы мира эпохи Возрождения (иллюстрации из сочинения Иоганна Преториуса)
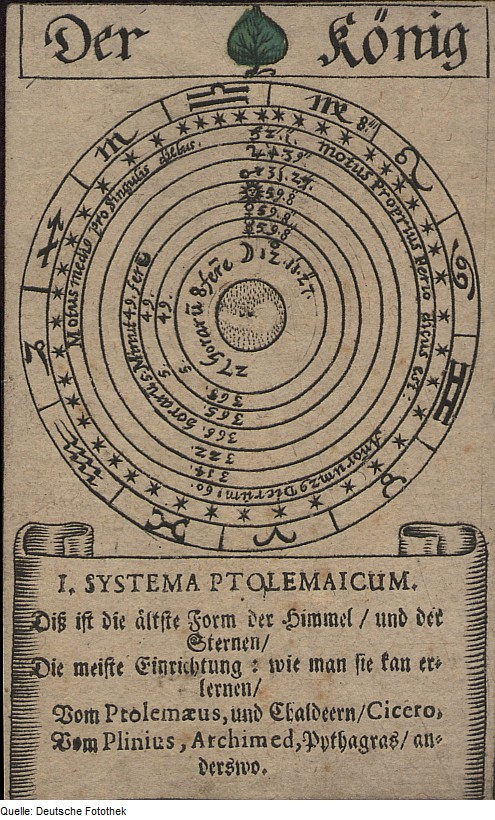
Геоцентрическая система мира: Солнце и планеты обращаются вокруг Земли
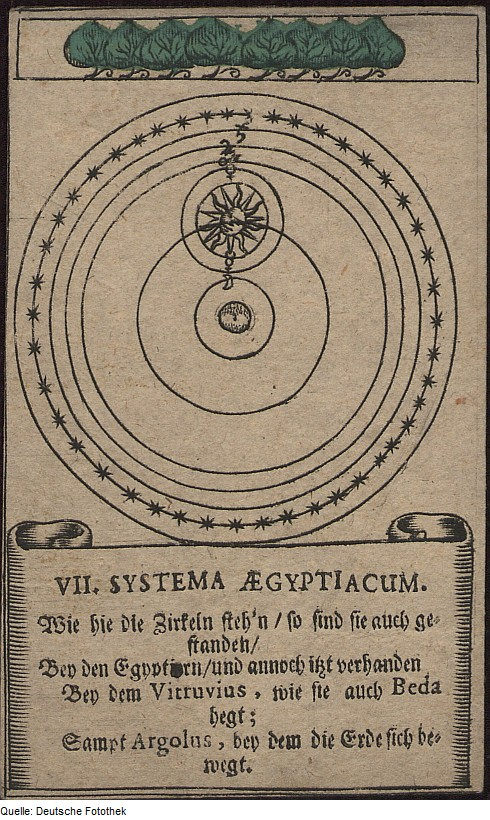
Ограниченная геогелиоцентрическая система мира: Марс, Юпитер, Сатурн обращаются вокруг Земли, Меркурий и Венера обращаются вокруг Солнца, Солнце обращается вокруг Земли
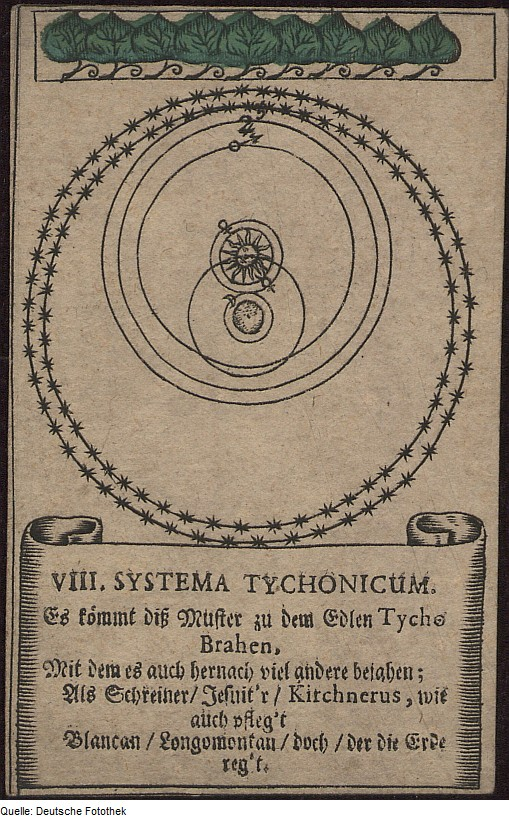
Геогелиоцентрическая система мира: все планеты обращаются вокруг Солнца, Солнце обращается вокруг Земли
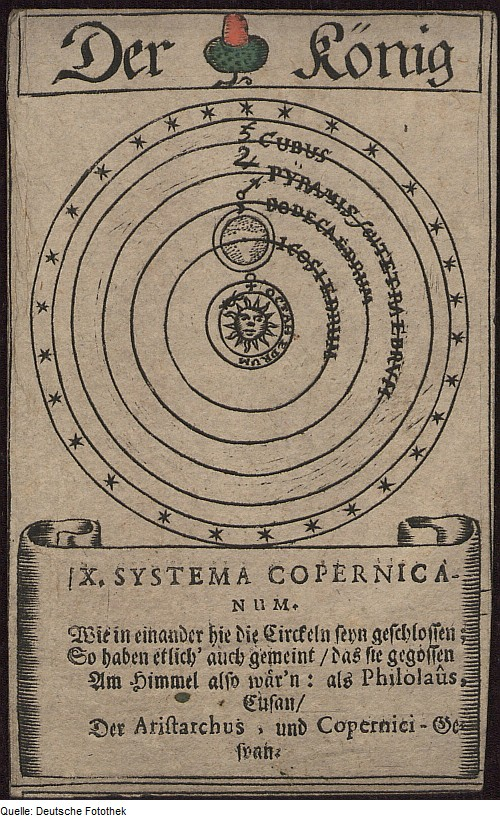
Гелиоцентрическая система мира: все планеты обращаются вокруг Солнца, Луна обращается вокруг Земли

#### Итальянская натурфилософия позднего Возрождения

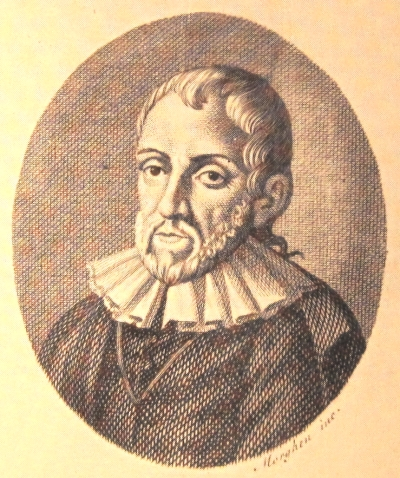
Бернардино Телезио

Своеобразным явлением в мысли XVI — начала XVII веков была итальянская натурфилософия, представленная именами Бернардино Телезио (1509—1588), Франческо Патрици (1529—1597), Джордано Бруно (1548—1600), Томмазо Кампанелла (1568—1639). Идеи этих философов были развитием принципов неоплатонизма. Содержащиеся у них взгляды об одушевлённости природы (ранее получившие выражение у Леонардо да Винчи, Фичино и др.) на пороге научной революции постепенно становились архаическими; вместе с тем, большое значение для развития науки имеет проделанный ими глубокий философский анализ пространства, в значительной мере подготовивший ньютоновскую идею абсолютного пространства. Большой заслугой итальянских натурфилософов является систематическая критика физики Аристотеля.
В сочинении О природе согласно её собственным началам Бернардино Телезио утверждает, что вся природа состоит из одной и той же материи и является ареной действия двух сил, холода и тепла. Тепло лежит в основе жизни. Поскольку тепло внутренне присуще природе, вся материя в той или иной мере одушевлена. Телезио отрицает существование аристотелева пятого элемента (эфира). Таким образом, в его теории нет места особого элемента, из которого состоят небесные тела, однако сохраняется предположение о существовании небесных сфер.
Франческо Патрици в сочинении Новая философия Вселенной утверждает, что все тела состоят из четырёх внутренних начал — пространства, света, тепла и потока. Пространство в натурфилософии Патрици однородно и бесконечно. За пределами материальной Вселенной оно описывается теми же законами геометрии, что и внутри, но заполнено не материальными телами, а особым сверхъестественным светом, исходящим непосредственно от бога. По мнению Патрици, Земля находится в центре мира и совершает вращательное движение вокруг своей оси. Предположение об осевом вращении Земли делает излишним существование сферы неподвижных звёзд, совершающей полный оборот вокруг Земли за сутки. Патрици полагал, что планеты движутся самостоятельно, будучи гигантскими живыми существами, наделёнными собственным интеллектом. Свет является активным началом природы, создающим различные вещи под действием исходящего от него тепла. Поток — это сама материя, находящаяся в состоянии вечного становления.

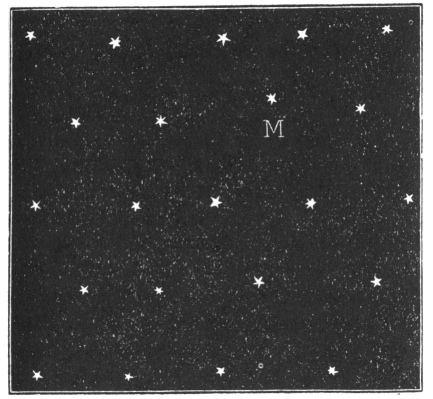
Вселенная Джордано Бруно, равномерно заполненная мирами-звёздами. Точкой М обозначен наш мир (иллюстрация из книги Кеплера Краткое изложение коперниковой астрономии, 1618 г.)

Джордано Бруно был одним из немногих мыслителей XVI века, полностью принявшим гелиоцентрическую систему мира. Однако он пошёл значительно дальше Коперника. Он устранил небесные сферы и предположил бесконечность и однородность пространства, равномерно заполненного материей. Пространстве между телами не является абсолютно пустым, но заполнено всепроникающей средой — эфиром. В области механики он следовал теории импетуса, попытавшись дать с её помощью отсутствие отклонения падающих тел от вертикали на вращающейся Земле. По мнению Бруно, материя состоит из атомов; в отличие от атомов Эпикура, атомы Бруно не являются полностью материальными и инертными, но обладают определённой внутренней силой и жизнью, более напоминая монады Лейбница. Помимо Солнечной системы, существуют и другие системы, состоящие из центральных горячих тел (солнц) и обращающихся вокруг их холодных планет. С далёкими солнцами Бруно отождествлял звёзды. В натурфилософии Бруно небесные тела считались гигантскими живыми рационально мыслящими существами. Бруно не просто считал бесконечную Вселенную порождением всемогущего божества, но в некоторой степени проявлением самого бога.
Дальнейшее развитие натурфилософия итальянского Возрождения получила у Томмазо Кампанеллы уже в начале XVII века. По мнению Кампанеллы, все вещи причастны божественному единству и через него неразрывно связаны друг с другом. Проявлением этой «симпатической» связи вещей является естественная магия. В основе творения лежит единая мировая душа, которая связана с материальным миром посредством четырёх первоначал: пространства, теплоты, притяжения и отталкивания.

### Научная революция (XVII век)

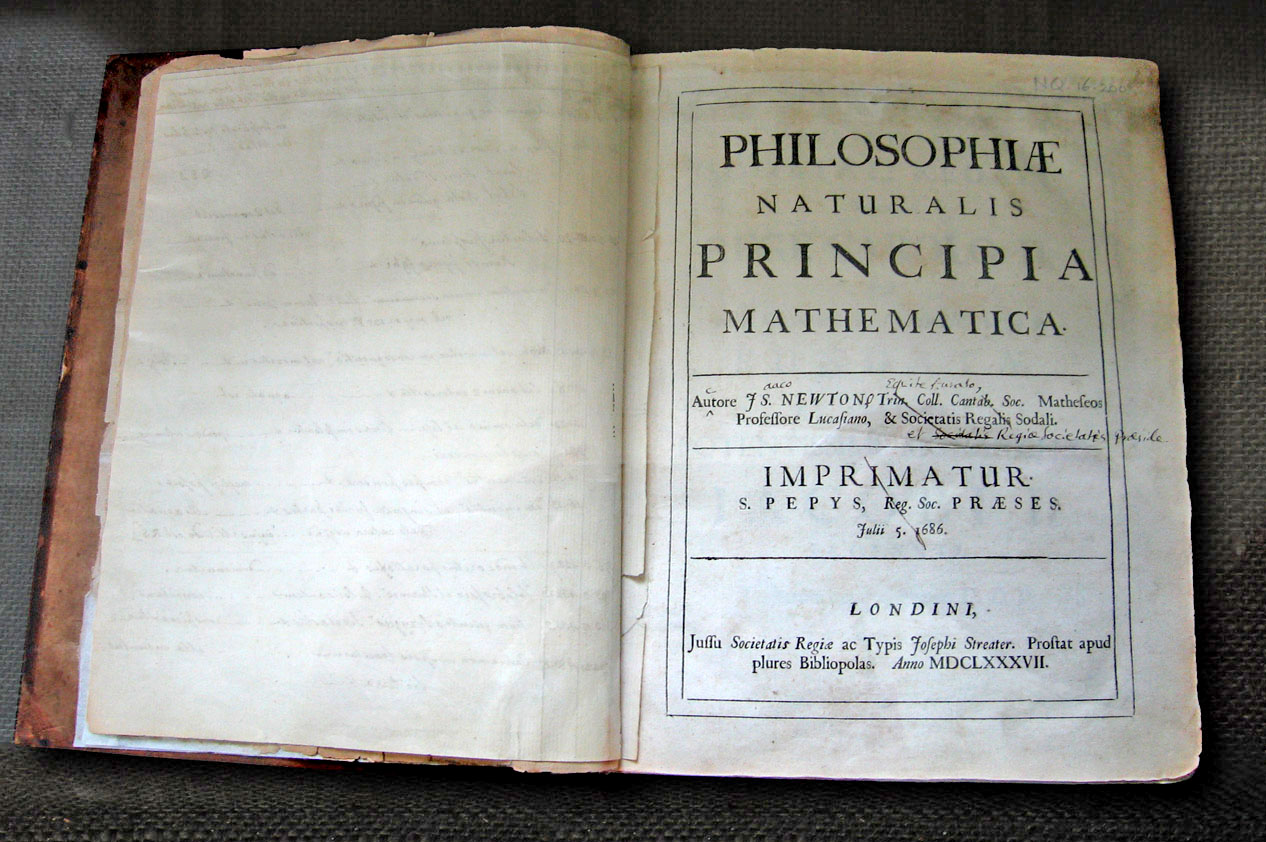
Исаак Ньютон, Математические начала натуральной философии

### Эпоха Просвещения (XVIII век)
В XVIII веке различаются «physica speculativa» и «physica empirica» (физическая констатация фактов). В 1786 Кант в «Метафизических началах естествознания» дал первую критическую натурфилософию современного (механистического) естествознания, в 1790 в «Критике способности суждения» — дополнительную критику натурфилософии органического, то есть критику биологических понятийных построений. Появившиеся в 1797 «Идеи натурфилософии» Шеллинга открыли идеалистический, конструктивно-умозрительный период натурфилософии. Натурфилософия романтизма (Окен) была хотя и ближе к фактам, но менее плодотворна в отношении выработки понятий; близко к ней стояли Гегель и Шопенгауэр. Исследованиями в сфере органического специально занимались Гёте и К. Г. Карус, стремясь создать натурфилософию, наглядно схватывающую жизненные и полные сил формы.
Законы Природы у французских просветителей представляют собой то, что сообразно с природой естественного права и что согласно с разумом — что может осчастливить, облагодетельствовать человечество; к ним они также добавляли собственные соображения, которые часто отождествляли с требованиями природы.

### XIX и XX век
Всё бо́льшие успехи естественных наук и связанное с этим растущее забвение спекулятивной натурфилософии идеализма и романтизма привели в XIX веке к закату натурфилософии как таковой и появлению на её почве материализма; наконец она исчезла почти полностью — так же как и метафизика и по тем же причинам. Материалистическую натурфилософию представляли Бюхнер, Молешотт и др.; её использовал в своих аргументациях также и марксизм. У физиологов — Иоганнеса Мюллера, Лотце, Гельмгольца — натурфилософия становится критической теорией принципов естествознания; в натурфилософии Фехнера ещё присутствует спекулятивный элемент. На основе естественнонаучных и естественноисторических исследований Дарвина и Геккеля развилась натурфилософия особого рода (см. Монизм). К началу XX века в связи с обращением европейской мысли к метафизике возникла новая натурфилософия. Вильгельм Оствальд создал натурфилософию неорганического (см. Энергетизм); Рейнке, Дриш, Паладьи и др. — органического (см. Витализм). Первая с этого времени стала господствующей (см. Физическая картина мира), особенно под влиянием интереса, вызванного теорией относительности; при этом натурфилософия принимает всё более абстрактную форму. В настоящее время она рассматривается как теория, критика и теория познания естественных наук; «Philosophie der Natur» (1905) Николая Гартмана имеет знаменательный подзаголовок: «Очерк специального учения о категориях».
В конце XIX — начале XX века натурфилософию пытались возрождать В. Оствальд, X. Дриш, Т. Липпс и другие. В философии А. Уайтхеда и теории эмерджентной эволюции присутствуют элементы идеалистической натурфилософии.

## Выдающиеся натурфилософы

### Античность
- Фалес Милетский
- Анаксимандр
- Анаксимен
- Пифагор
- Ксенофан
- Зенон Элейский
- Эмпедокл
- Анаксагор из Клазомен
- Левкипп
- Демокрит
- Филолай
- Аристотель
- Гераклид Понтийский
- Стратон
- Эпикур
- Зенон Китийский
- Хрисипп
- Посидоний
- Тит Лукреций Кар
- Прокл Диадох
- Иоанн Филопон

### Византия
- Михаил Пселл
- Симеон Сиф
- Иоанн Итал
- Георгий Пахимер
- Никифор Хумн
- Никифор Влеммид
- Феодор Метохит
- Никифор Григора

### Исламское средневековье
- Ал-Кинди
- Ар-Рази, Абу Бакр Мухаммад
- Аль-Фараби
- Авиценна
- ибн Туфайль
- ибн Баджжа
- Аль-Багдади, Абуль-Баракат
- Аверроэс
- Ат-Туси, Насир ад-Дин
- Ал-Кушчи

### Иудейское средневековье
- Авицеброн
- Маймонид
- Герсонид
- Хасдай Крескас

### Европейское средневековье
- Гильом из Конша
- Тьерри из Шартра
- Бернард Сильвестр
- Аделард из Бата
- Давид Динанский
- Сигер Брабантский
- Боэций Дакийский
- Фома Аквинский
- Альберт Великий
- Роберт Гроссетест
- Роджер Бэкон
- Томас Брадвардин
- Жан Буридан
- Альберт Саксонский
- Николай Орем
- Николай из Отрекура

### Эпоха Возрождения
- Леонардо да Винчи
- Джованни Пико делла Мирандола
- Бернардино Телезио
- Франческо Патрици
- Джордано Бруно
- Парацельс

### Научная революция
- Иоганн Кеплер
- Галилео Галилей
- Исаак Бекман
- Себастьян Бассо
- Пьер Гассенди
- Рене Декарт
- Отто фон Герике
- Роберт Гук
- Роберт Бойль
- Исаак Ньютон
- Николя Мальбранш

### Эпоха Просвещения
- Руджер Иосип Бошкович
- Пьер-Симон Лаплас
- Иммануил Кант
- Иоганн Генрих Ламберт
- Дени Дидро
- Поль Гольбах
- Жюльен Офре де Ламетри
- Клод Адриан Гельвеций
- Михаил Васильевич Ломоносов
- Леонард Эйлер

### XIX век
- Фридрих Вильгельм Йозеф фон Шеллинг
- Иоганн Вольфганг фон Гёте
- Эрнст Генрих Геккель
- Джон Гершель
- Томсон, Уильям
- Дмитрий Иванович Менделеев
- Эдуард фон Гартман

### XX век
- Вильгельм Фридрих Оствальд
- Владимир Иванович Вернадский
- Николай Гартман
- Николай Онуфриевич Лосский
- Илья Романович Пригожин
- Альфред Норт Уайтхед